# Mazir
Mazir (em bielorrusso:  Мазы́р; em russo:  Мозырь; em polonês/polaco:  Mozyrz; em Ídiche: מאזיר), anteriormente chamada Mozir, é uma cidade do Voblast de Homiel, na Bielorrússia,
Mazir está localizada às margens do rio Pripiat, a cerca de 210 km a leste de Pinsk e a 100 km a noroeste de Chernobil. Em 2014, ela tinha 111.770 habitantes.
Sua área urbana total, incluindo Kalinkavichi do outro lado do rio, tem uma população de 150.000 habitantes. Mazir é conhecida como um centro de refinação de petróleo, construção de máquinas e processamento de alimentos. Ela é lar de uma das maiores refinarias de petróleo da Bielorrússia, bombeando 18 milhões de toneladas por ano. Além disso, o oleoduto Drujba, que transporta petróleo bruto da Rússia, divide-se em dois em Mazir, e seus ramais são direcionados para a Polônia e o outro para a Ucrânia.

## Introdução
A margem direita do rio Pripiat, onde a cidade está localizada Mazir, é substancialmente mais alta que a margem esquerda (até 80 m). Supõe-se que uma diferença dessa escala seja conseqüência de uma glaciação, pois o rio Pripiat corre ao longo da borda onde se localizava uma antiga geleira. Como ambas as margens do rio são de areia, a margem direita é cortada por uma série de grandes ravinas (mais de 2,5 km de comprimento, até 200 m de largura). O próprio centro urbano inclui ravinas, de modo que suas ruas se parecem com as ruas de uma cidade de montanha. Algumas das ravinas em seu território foram equipadas com elevadores de esqui, e transformadas em resorts de inverno. 

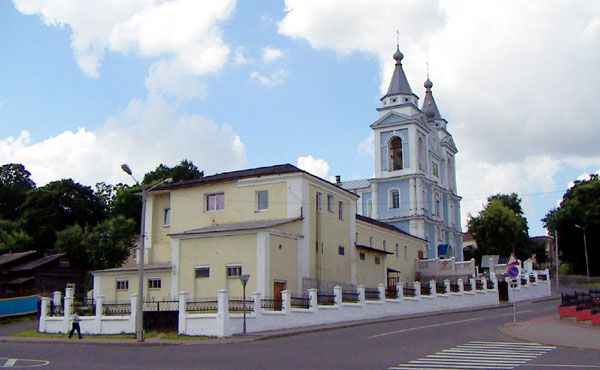
Igreja de São Miguel e antigo mosteiro cisterciense em Mazir.

No passado Mazir teve uma considerável população judaica, mas durante a Segunda Guerra Mundial grande parte dessa população foi exterminada pelos nazistas, por meio de execuções em massa. Além disso, tal como aconteceu com outras cidades soviéticas, durante aproximadamente os últimos 15 anos de controle comunista uma grande proporção dos judeus restantes se mudou para o exterior, principalmente para Israel e os Estados Unidos.
Em 1986, a cidade sofreu com a forte precipitação radioativa do acidente de Tchernóbil.

## História
Mazir é uma das cidades mais antigas da Rutênia histórica. Ela foi mencionada pela primeira vez em meados do século XII, como parte do Ducado de Vladimir, e, em seguida, do Principado de Kiev. No século XIII, ela foi conquistada pelo Grão-Ducado da Lituânia. Inicialmente um pequeno povoado, no século XV ela foi doada ao duque Miguel Glinski, que a converteu em cidade. Mazir recebeu direitos de cidade (Lei de Magdeburgo) primeiro do rei Stefan Báthory em 1577, e depois do rei Sigismundo III da Polônia, em 1609. Apesar de ter sido destruída pelas forças russas por duas vezes (em 1525 e 1654), a cidade continuou a crescer e, após a União de Lublin, tornou-se um importante centro administrativo e comercial, bem como sede de um powiat (sede de condado). Em 1648 ela foi palco de um conflito, durante a revolta de Khmelnitski. Entre 1723 e 1726 os jesuítas criaram uma escola em Mazir, sob o auspicio da Academia de Vilnius. Após a supressão da ordem em 1773, a escola foi secularizada e continuou a existir como um ginásio.
Em 1793, seguindo as Partições da Polônia, a cidade foi anexada pela Rússia e seus direitos de cidade foram novamente confirmados em 1795. No século XIX, a cidade cresceu rapidamente, principalmente por causa da política russa de assentamento de judeus, que permitia que essas populações se estabelecessem nas terras outrora ocupadas pela Comunidade Polaco-Lituana. Por causa disso, Mazir cresceu para mais de 10 mil habitantes até o final do século, a maioria deles judeus.
Durante a Guerra Polaco-Soviética de 1920, a cidade foi capturada pelo exército polaco na chamada Operação Mazir. A 9ª Divisão de Infantaria polonesa conquistou a cidade em uma manobra rápida e ousada que valeu ao seu comandante, o CoronelWładysław Sikorski uma promoção para general. No curso da guerra, a cidade foi brevemente recapturada pelos bolcheviques, mas no rescaldo da batalha de Varsóvia ela foi novamente recapturada pelas forças polonesas do general Stanisław Bułak-Bałachowicz, que em 12 de novembro de 1920 proclamou a breve República Popular da Bielorrússia. No entanto, no Tratado de Paz de Riga a cidade foi novamente transferida para a Rússia Soviética, e depois tornou-se parte da RSS da Bielorrússia. A partir de 1938 a cidade foi sede da região da Polésia, mas em 1954 perdeu esse status e foi subordinada administrativamente à região de Gomel.

## Comunidade judaica
Os judeus de Mazir foram mencionados pela primeira vez em crônicas na segunda metade do século XVII. Sabe-se que havia três sinagogas na cidade a partir de 1856. R. Kugel, uma importante figura da comunidade judaica, era o rabino-chefe de Mazir desde 1861. Ele também foi o chefe da escola local de alfabetização judaica.
Durante esse período, os judeus se dedicavam principalmente ao artesanato e ao comércio. Parte significativa da economia de Mazir, incluindo a fábrica de fósforos e a fábrica de serrarias locais, era controlada por judeus.
No início do século XX, havia em Mazir oito sinagogas ativas, uma yeshiva, uma escola judaica e a escola Talmud-Torá. Todas essas instalações foram fechadas com a chegada dos nazistas.
Além disso, milhares de judeus foram executados pelos nazistas no gueto local, durante a Segunda Guerra Mundial. Após execuções em massa, quase nenhum judeu permaneceu na cidade, enquanto antes da guerra 30% da população da cidade era judia. Em 31 de agosto de 1941, centenas de judeus se reuniram em uma casa na rua Malo-Pushkin, despejaram querosene nas paredes do prédio, e o incendiaram. O suicídio em massa foi uma tentativa de escapar da execução pelos nazistas. O incidente é conhecido como "Masada da Bielorrússia".
Depois da guerra, alguns judeus retornaram a Mazir. Embora eles se recusassem a recuperar o prédio parcialmente destruído da sinagoga, uma organização judaica oficial foi registrada em 1946. Alguns anos depois, autoridades públicas negaram o direito dessa organização de existir, mas ela foi restabelecida oficialmente em 1989. Uma sinagoga e um clube de cultura judaica foram abertos na cidade.

## Festival internacional Hey, Rocknem!
Mazir é a capital de um festival de rock moderno, e desde 2003 sedia o Festival Internacional de Música. Até quarenta bandas de rock tomam parte no que se tornou um grande evento cultural. A banda local Otrazhenie (Reflexão), pioneira do Hard Rock bielorrusso, frequentemente participa do festival.

## Cidades gêmeas e irmãs
- Chojnice, Polônia.

## Residentes notáveis
- George de Mohrenschildt, geólogo e amigo de Lee Harvey Oswald.
- Isaac Don Levine nasceu lá.
- Ksenia Sitnik, cantora e ganhadora do Eurovisão Júnior em 2005.